# Армия обороны Нагорно-Карабахской Республики
А́рмия оборо́ны Нагорно-Карабахской Республики (арм. Լեռնային Ղարաբաղի Հանրապետության պաշտպանության բանակ), или А́рмия оборо́ны Республики Арцах (Արցախի Հանրապետության պաշտպանության բանակ) — государственная военная структура в непризнанной Нагорно-Карабахской Республике (Республике Арцах), заявленными целями которой являлись "защита, безопасность, территориальная целостность и неприкосновенность границ республики". 
Армия обороны НКР официально создана 9 мая 1992 года в качестве вооружённых сил республики, объединивших отряды самообороны, создававшиеся в начале 1990-х годов. 
В результате боевых действий в сентябре 2023 года, власти НКР согласились на расформирование и полное разоружение формирований своей армии и вывод тяжёлой техники и вооружений с территории Нагорного Карабаха. Процесс разоружения при поддержке российских миротворцев прошёл без серьёзных инцидентов и перестрелок.

## Численность
Численность Армии обороны НКР на 2016 год оценивалась в 18—20 тысяч солдат и офицеров, резерв — 20—30 тыс., полный мобилизационный ресурс — 80—100 тыс. В её состав входят мотопехотные, танковые, артиллерийские части и силы ПВО.
В 2007 году, на 1000 человек проживавших в НКР приходилось 65 военнослужащих, что превышает аналогичные показатели всех стран Кавказа. Вооружённые силы в республике рассматривались как институт, обеспечивающий стабильную работу, так как многие семьи были зависимы от дохода работающих там членов семьи.

## Бюджет
В 2002 году расходы НКР на свои вооружённые силы составляли 20—25% от ВВП республики.

## Основные сражения
- Штурм Шуши (8—9 мая 1992)
- Открытие Лачинского коридора между Республикой Армения и Нагорным Карабахом (1992)[11]
- Оборона Мартакертского фронта (1992—1994)
- Вооружённые столкновения в Нагорном Карабахе (2016) («Четырёхдневная война») (1—5 апреля 2016)
- Вторая карабахская война
- Битва за Шушу (2020)
- Битва за Гадрут
- Боевые действия в Нагорном Карабахе (2023)

## История

### Формирование
Создателями Армии обороны НКР стали Самвел Бабаян («Ижо», командующий армией непризнанной НКР до 1999 г.), генерал Х. И. Иванян и ряд других советских офицеров — полковник А. Зиневич, полковник Аркадий Тер-Тадевосян, майор Сейран Оганян, а также Серж Саргсян (и. о. министра обороны Нагорно-Карабахской Республики с 1992 по август 1993), Вазген Саргсян (министр обороны Армении в 1992—1993, государственный министр, и. о. министра обороны в 1993—1995, премьер-министр Армении в 1998—1999), Монте Мелконян (руководитель обороны в Мартунинском районе).
Руководителем военного отряда, в августе 1992 года ставшим председателем государственного комитета обороны, был Роберт Кочарян.

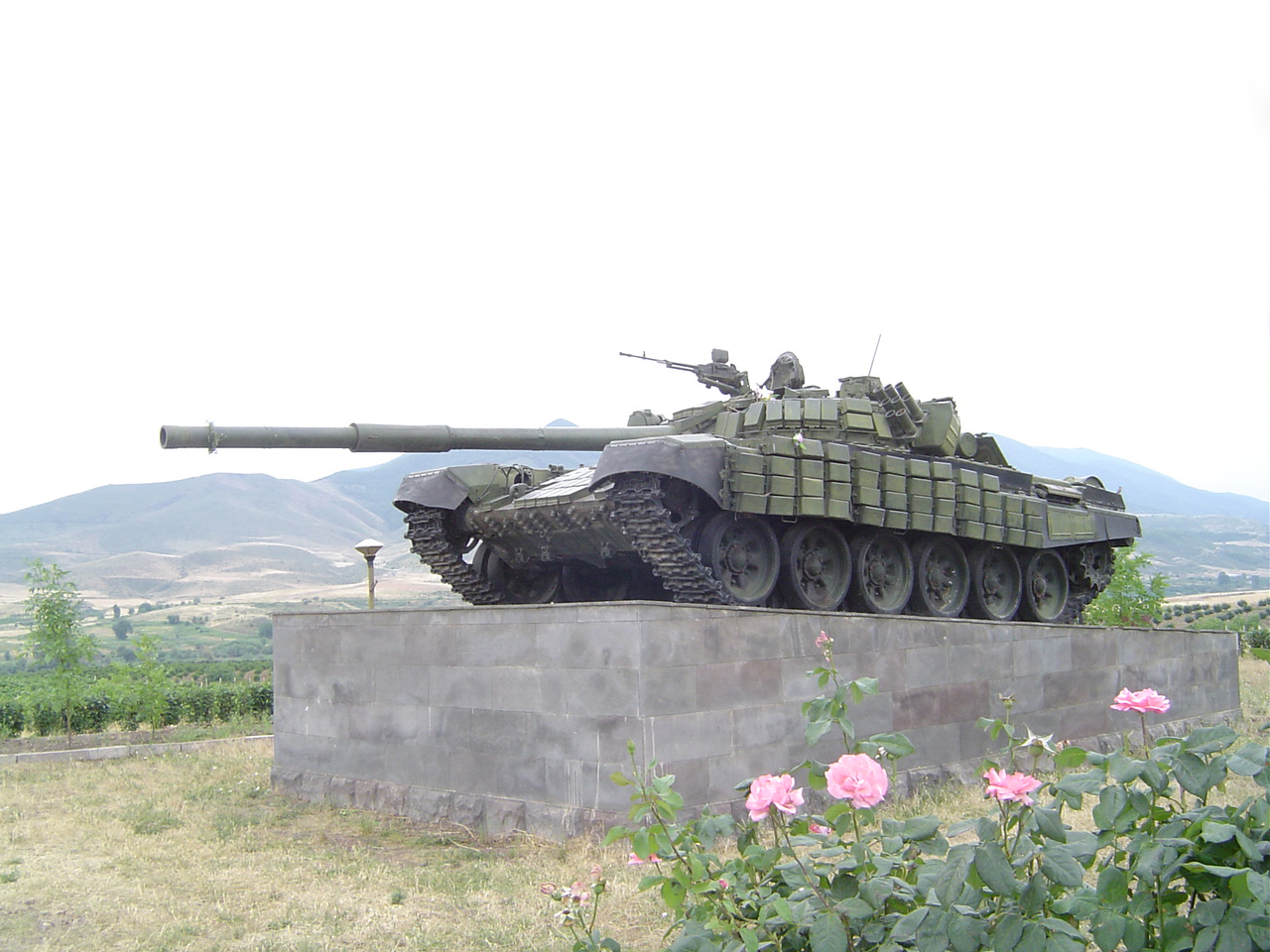
Мемориал танку в Аскеране.

Среди организаторов первых ополченческих отрядов были Размик Петросян, Мурад Петросян, Аркадий Карапетян, Самвел Ахаян и др.

### Дальнейшая история
К середине 1990-х Карабахская армия самообороны состояла в основном из карабахских или азербайджанских армян, а также добровольцев из Армении. Тогда высокий процент вооружения армии НКР составляло вооружение, захваченное у азербайджанских, либо оставшееся от советских войск. Значительное число оружия и материально-технического обеспечения поступили из Армении, часто за счёт регулярной армии. К 1994 карабахская армия самообороны создала инфраструктуру, включающую казармы, тренировочные центры, ремонтные базы. Поражения, которые армяне нанесли Азербайджану в 1993 году, были отнесены экспертами в основном на счёт сил самообороны, хотя регулярные армянские войска также участвовали.
В армии Нагорного Карабаха служили все мужчины республики. Для того, чтобы стать чиновником, необходимо отслужить два года в рядах вооружённых сил НКР.
Министры обороны НКР и командующие Армией обороны НКР после Самвела Бабаяна:
- Сейран Оганян (1999—2007)
- Мовсес Акопян (2007—2015)
- Лева Мнацаканян (2015—2018)[16]
- Карен Абрамян (2018—2020)[17]
- Джалал Арутюнян (2020)[18]
- Микаэл Арзуманян (2020—2021)
- Камо Варданян (2021—2023)

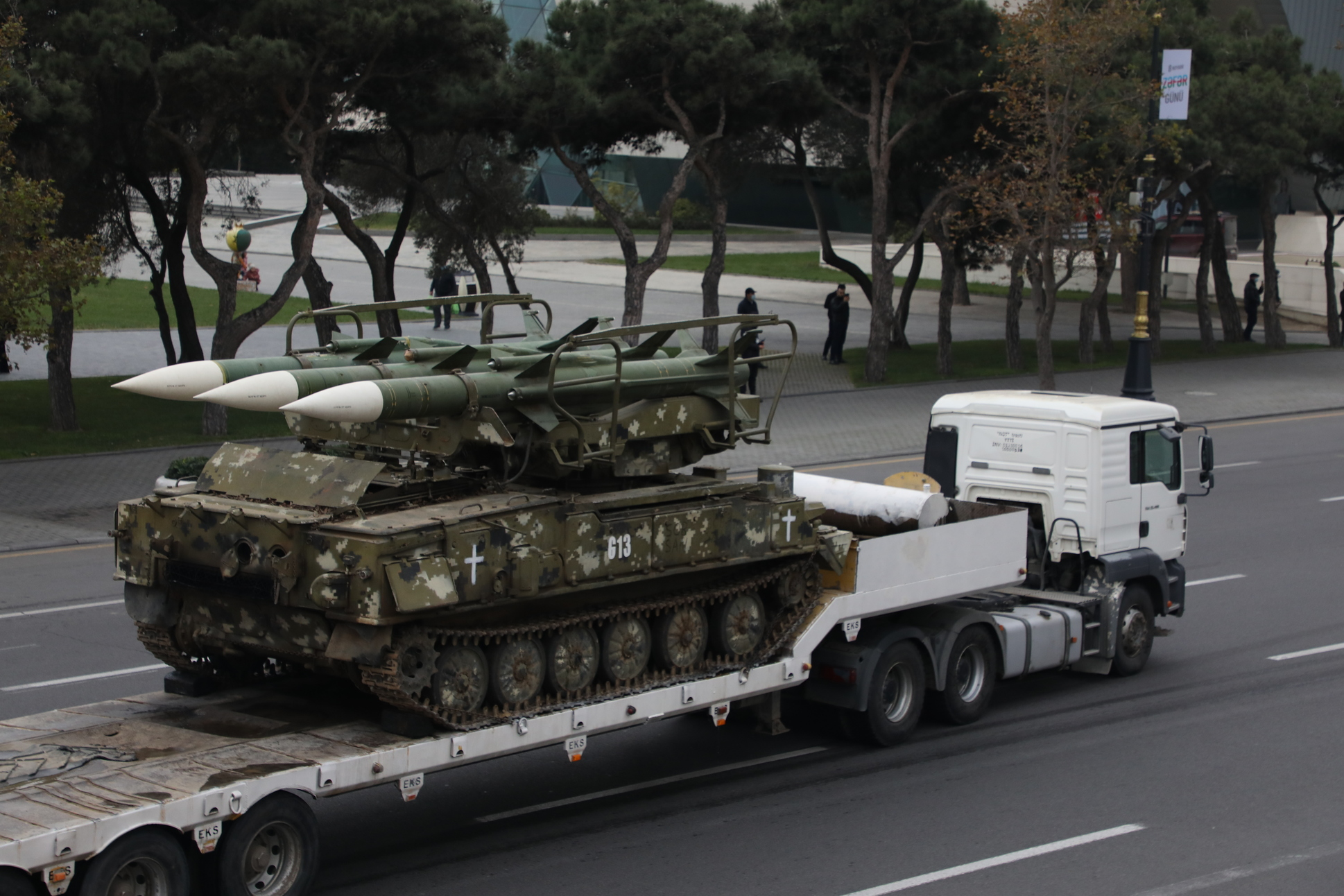
Трофейный ЗРК «Куб» на Параде Победы в Баку

Осенью 2020 года произошла Вторая карабахская война между вооружёнными силами Азербайджана с одной стороны и вооружёнными формированиями непризнанной НКР и Армении с другой. Азербайджан в итоге одержал победу и захватил сотни единиц трофейной техники противника. По данным открытых источников, подтвержденных армянской стороной, число потерянных армянскими силами наземных транспортных средств составило не менее 1495 единиц: по крайней мере 249 танков, 110 БТР и БМП, 343 артиллерийские установки, 112 средств ПВО, 178 внедорожников и 475 грузовых автомобилей. Ещё больше техники было брошено в исправном или поврежденном состоянии: по меньшей мере 103 танка, 70 БТР и БМП, 110 артиллерийских орудий, 49 компонентов ПВО, 93 внедорожника и 249 грузовиков. Часть трофейной армянской военной техники была продемонстрирована в декабре 2020 года на Параде Победы в Баку, а позже была выставлена в Парке военных трофеев в Баку.

### Разоружение
19-20 сентября 2023 года в результате боевых действий против сил НКР в Нагорном Карабахе, Азербайджан за сутки добился полного контроля над регионом. Представители НКР объявили о прекращении огня на условиях, которые по сути являются актом капитуляции республики. В НКР сообщили о расформировании и полном разоружении армии НКР, а также выводе тяжелой техники и вооружений из региона.
Вечером 22 сентября Министерство обороны России объявило, что вооруженные формирования Нагорного Карабаха, под контролем российских миротворцев, начали сдавать оружие. В оборонном ведомстве России сообщили, что по состоянию на 22 сентября карабахскими формированиями были сданы шесть единиц бронетехники, более 800 единиц стрелкового оружия и противотанковых средств и 5000 единиц боеприпасов.
Процесс разоружения при поддержке миротворцев прошел без серьёзных инцидентов и перестрелок.

## Вооружение и военная техника
Армия обороны НКР была тесно связана с Вооружёнными силами Армении, которые помогали вооружением и военным снаряжением. Помимо военной, армия НКР получала от Армении и финансовую помощь. Офицеры из Армении участвовали в подготовке военных кадров армии НКР, несмотря на то, что руководство Армении заявляло о том, что в Нагорном Карабахе и вокруг него нет ни одного представителя Вооружённых сил Армении. По имеющимся оценкам, до расформирования в 2023 году от трети до половины личного состава Армии обороны НКР составляли призывники из Армении. До Второй карабахской войны на территории Нагорного Карабаха была расположена войсковая часть 33651 ВС Армении.
По результатам исследования МИСИ, проведённого в 2021 году, в распоряжении армии НКР могли находиться следующие образцы военной техники:
| Наименование             | Производство | Назначение                            | Количество | Примечания                                              | Изображение |
| Танки                    | Танки        | Танки                                 | Танки      | Танки                                                   | Танки       |
| ------------------------ | ------------ | ------------------------------------- | ---------- | ------------------------------------------------------- | ----------- |
| Т-72АВ/Б                 | СССР/ Россия | Основной боевой танк                  | около 20   |                                                         |             |
| T-72 SIM2                | Россия       | Основной боевой танк                  | 1          | Захвачен у Азербайджана в ходе Второй Карабахской войны |             |
| Т-90С                    | Россия       | Основной боевой танк                  | 1          | Захвачен у Азербайджана в ходе Второй Карабахской войны |             |
| БМП, БРМ и БТР           |              |                                       |            |                                                         |             |
| БМП-1                    | СССР         | Боевая машина пехоты                  | 50         |                                                         |             |
| БМП-2                    | СССР/ Россия | Боевая машина пехоты                  | 100        |                                                         |             |
| БРДМ-2                   | СССР         | Боевая разведывательная машина        | н/д        |                                                         |             |
| Артиллерия               |              |                                       |            |                                                         |             |
| БМ-21 «Град»             | СССР         | 122-мм РСЗО                           | н/д        |                                                         |             |
| Д-30                     | СССР         | 122-мм гаубица                        | н/д        |                                                         |             |
| «Конкурс»                | СССР         | ПТРК                                  | н/д        |                                                         |             |
| СПГ-9                    | СССР         | Станковый противотанковый гранатомёт  | н/д        |                                                         |             |
| Противовоздушная оборона |              |                                       |            |                                                         |             |
| Тор-М1                   | Россия       | ЗРК малой дальности                   | н/д        |                                                         |             |
| Оса                      | СССР         | ЗРК ближнего действия                 | н/д        |                                                         |             |
| Стрела-10                | СССР         | ЗРК ближнего действия                 | н/д        |                                                         |             |
| ЗСУ-23-4                 | СССР         | Зенитная самоходная установка         | н/д        |                                                         |             |
| ЗУ-23-2                  | СССР         | Зенитная установка                    | н/д        |                                                         |             |
| Игла−1                   | СССР         | Переносной зенитный ракетный комплекс | н/д        |                                                         |             |
| Игла                     | СССР         | Переносной зенитный ракетный комплекс | н/д        |                                                         |             |